# Josias von Heeringen
Josias von Heeringen (Kassel, 9 marzo 1850 – Charlottenburg, 9 ottobre 1926) è stato un generale tedesco durante il periodo imperiale; servì durante la prima guerra mondiale.
Prima della guerra fu ministro della guerra del Regno di Prussia.

Il 2 agosto 1914 ricevette il comando della 7ª Armata; nel corso della battaglia delle Frontiere respinse l'avanzata francese in Alsazia prevista dal Piano XVII (battaglia di Mulhouse). Il successo gli valse la medaglia Pour le Mérite, la più alta onorificenza militare tedesca, e le felicitazioni personali del Kaiser, Guglielmo II.
Nel corso della Prima battaglia dell'Aisne contribuì ad arrestare la controffensiva portata dalla 5ª e 6ª Armata francese e dal Corpo di Spedizione Britannico.
Rimase al comando della 7ª Armata sino al 28 agosto 1916, giorno in cui ricevette la Croce di ferro con fronde di quercia. Per il resto del conflitto comandò le forze di difesa costiera.